# Linea Maginot alpina
La linea Maginot Alpina (francese: Ligne Alpine) o piccola linea Maginot (francese: Petite Ligne Maginot) era la componente della linea Maginot che difendeva la parte sud-orientale della Francia. 

## Storia
La Linea Alpina attraversava la regione montuosa delle Alpi Marittime, delle Alpi Cozie e delle Alpi Graie, dove i passi adatti per un'invasione da parte di un esercito straniero erano relativamente pochi. La sua controparte italiana era il Vallo alpino occidentale.
Il fronte, che va dal Monte Bianco al mare, sul versante francese, è molto meno ospitale e più selvaggio di quello italiano. Le Alpi Francesi, a differenza di quelle italiane, si inoltrano per centinaia di chilometri nell’interno e le valli anziché perpendicolari alla catena alpina, come quelle italiane, corrono prevalentemente parallele. Ogni valle era un ridotto alpino di cui non si vedeva la fine e un ponte saltato con i fiumi in piena per il disgelo era sufficiente ad inchiodare ed esporre al fuoco sulle sponde un qualsiasi avversario per giorni; saltato questo c'era un'altra catena e così via. Rispetto alle fortificazioni della linea Maginot qui i francesi avevano costruito piccoli forti raccordati a postazioni di mitragliatrici in casematte ben mimetizzate e con poche armi anticarro, poiché il terreno era per lo più inadatto all'uso di carri armati. La Linea Alpina fu attaccata senza successo dalle forze italiane durante l'invasione italiana della Francia nel 1940. Dopo la seconda guerra mondiale, alcune delle più grandi posizioni della Linea Alpina furono in uso durante la Guerra Fredda.